# Велика Черна
Велька Чєрна (словац. Veľká Čierna) — село, громада округу Жиліна, Жилінський край, регіон Раєцка котліна. Кадастрова площа громади — 4,82 км².
Населення 355 осіб (станом на 31 грудня 2018 року).

## Історія
Велька Чєрна згадується 1361 року.

## Населення
| Рік:            | 1994. | 2004.   | 2014.   | 2024.   |
| --------------- | ----- | ------- | ------- | ------- |
| Кількість осіб: | 360   | 357     | 348     | 370     |
| Різниця:        |       | -0,83 % | -2,52 % | +6,32 % |

| Рік:            | 2023. | 2024.   |
| --------------- | ----- | ------- |
| Кількість осіб: | 373   | 370     |
| Різниця:        |       | -0,80 % |